# Mort Drucker
Mort Drucker (New York, 22 marzo 1929 – Woodbury, 9 aprile 2020) è stato un fumettista e illustratore statunitense noto come collaboratore per oltre cinque decenni alla rivista Mad, dove si specializzò nella satira su film e serie televisive.

## Biografia
Drucker nacque a Brooklyn, New York, con alcune fonti che riportano la sua data di nascita come 22 marzo 1929 e altre come 29 marzo. Frequentò la Erasmus Hall High School di Brooklyn. Lì incontrò la sua futura moglie Barbara, che sposò poco dopo il diploma. La coppia si trasferì a Long Island, vivendo a Syosset, dove ebbero due figlie, Laurie e Melanie; la loro famiglia alla fine si allargò con tre nipoti.
Drucker entrò nel campo dei fumetti facendo da assistente a Bert Whitman nel fumetto Debbie Dean nel 1947, quando aveva 18 anni, sulla base di una raccomandazione di Will Eisner. Successivamente entrò a far parte dello staff delle National Periodical Publications (DC Comics), dove lavorò come ritoccatore. Mentre lavorava alla DC, Drucker fece anche da ghost artist di The Mountain Boys, vignetta umoristica di Paul Webb per Esquire Magazine. All'inizio degli anni '50, Drucker lasciò il suo incarico nello staff DC e iniziò a lavorare come freelance a tempo pieno per un certo numero di editori di fumetti come Dell, Atlas e St. John, oltre a diverse testate di genere umoristico e bellico per il suo ex datore di lavoro.

### Mad
Nell'autunno del 1956, poco dopo l'addio dell'editor fondatore di Mad Magazine Harvey Kurtzman, Drucker trovò la sua strada per MAD. La sua prima visita agli uffici della rivista coincise con una trasmissione delle World Series e l'editore Bill Gaines disse a Drucker che se i Brooklyn Dodgers avessero vinto la partita, gli sarebbe stato assegnato un incarico di disegno. I Dodgers vinsero; anni dopo, Gaines confessò che sarebbe stato assunto in ogni caso.
Drucker era arrivato negli uffici di Mad con le tavole dei suoi fumetti di Hopalong Cassidy per la DC Comics e alcune delle sue strisce Mountain Boys, oltre a uno sketch con Lone Ranger e Tonto che aveva disegnato appositamente per il colloquio. Sebbene questi lavori fossero di un genere molto diverso da quello per cui sarebbe diventato più famoso, lo staff di Mad reagì comunque favorevolmente. Il primo a recensire il portfolio di Drucker è stato l'editor associato di Mad Nick Meglin, che ha ammesso: "Non ho notato quanto fosse bravo nelle caricature. Non all'inizio. Ma allora non era poi così eccezionale." Drucker stesso diceva che "voleva solo essere un artista ... essere pagato per disegnare qualsiasi cosa" e iniziò a concentrarsi solo sui lavori di caricatura perché aveva iniziato a ottenere più incarichi di questo tipo. "Fu allora che mi resi conto di aver trovato la mia vocazione", disse Drucker. Al momento dell'arrivo di Drucker, Mad non proponeva regolarmente satire televisivi e cinematografice. L'editore Al Feldstein attribuì la decisione di iniziare a presentarli in ogni numero allo stile e alla capacità di Drucker.
Per oltre un decennio, Mad ebbe difficoltà a ottenere foto promozionali che Drucker poteva usare come materiale di partenza per i suoi disegni. Mentre illustrava le parodie di Mad, il collega di Drucker, Angelo Torres, portava una cinepresa nei cinema e scattava foto dello schermo. Alla fine, una generazione di fan di Mad è cresciuta e alcuni sono diventati pubblicisti di Hollywood, rendendo più facile la ricerca di Drucker.
55 anni dopo il suo arrivo, quando concluse la sua carriera a Mad, Drucker si ritrovò ad aver ricoperto il mandato ininterrotto più lungo di qualsiasi altro artista della rivista. Drucker porta la firma sul più alto numero di articoli di qualsiasi artista che non scrive anche il proprio materiale, più di 400.

### Altre opere
Drucker rimase attivo anche per la DC, illustrando War Stories, tra gli altri titoli. A partire dal 1959, trascorse quattro anni a disegnare il fumetto della DC Le avventure di Bob Hope. Drucker riconobbe questo periodo come un momento chiave della sua carriera perché ha focalizzato il suo lavoro sulla caricatura.
Nel 1962, Drucker collaborò con il prolifico scrittore umoristico Paul Laikin sul famoso JFK Coloring Book (Kanrom Publishers), che vendette 2500000 di copie. Due decenni dopo, Drucker illustrò simili libri da colorare su Ollie North e Ronald Reagan.
Drucker svolse incarichi di animazione televisiva, locandine di film e illustrazione di riviste, comprese copertine per Time, alcune delle quali sono nella National Portrait Gallery della Smithsonian Institution. Le sue locandine cinematografiche comprendono American Graffiti della Universal (1973), diretto da George Lucas con Drucker che disegna anche le foto dell'annuario del liceo nel trailer del film. Le copertine dei suoi album includono illustrazioni per la band pop The Bears e l'album degli Anthrax State of Euphoria, così come album umoristici sulla scia del suo JFK Coloring Book tra cui "The LBJ Menagerie" e "The New First Family", 1968". Oltre ai libri che raccolgono le sue opere, fornì illustrazioni per numerosi libri altrui, tra cui libri per bambini, libri umoristici e di satira. Disegnò i cartoni animati usati nella commedia musicale di Broadway del 1957, Rumple.
Tra il 1984 e il 1987, Drucker collaborò con Jerry Dumas (e John Reiner) nel fumetto quotidiano Benchley. Ambientato alla Casa Bianca, la trama ruotava attorno al personaggio fittizio Benchley che fungeva da assistente e ammiratore del presidente contemporaneo Ronald Reagan. Dumas commentò: "Nessuno ha mai fatto una striscia sul governo. È un luogo meraviglioso per ambientare una striscia. C'è così tanto spazio per l'umorismo alla Casa Bianca." Benchley fu sindacato dal Register and Tribune Syndicate.
Nel 1990, Drucker progettò la Supercup per Target. L'anno seguente, per la United Fresh Fruit and Vegetable Association, Drucker e il dirigente Mitchell Erick crearono i Frugies per promuovere giugno come mese nazionale nazionale della frutta e verdura fresca. La campagna includeva personaggi come Lord Mushroom, Pepe L'Pepper, Penelope Pear e Adam Apple.

## Stile
Nel 2012, Drucker ha discusso del suo stile artistico e di come lo ha applicato ai suoi incarichi su Mad : 
 Ho sempre considerato una caricatura come la persona completa, non solo una somiglianza. Le mani, in particolare, sono sempre state al centro dell'attenzione per me in quanto possono essere espressive di carattere tanto quanto le esagerazioni e le distorsioni che un caricaturista cerca. Cerco di catturare l'essenza della persona, non solo i lineamenti del viso... Ho scoperto anni dopo aver lavorato per catturare una somiglianza divertente che non riguarda le funzionalità stesse quanto lo spazio tra le funzionalità. Tutti abbiamo due occhi, un naso, una bocca, i capelli e le linee della mascella, tuttavia abbiamo tutti un aspetto diverso. Ciò che ci rende unici è lo spazio tra loro. L'artista sta effettivamente creando il suo storyboard per il film. Divento la "macchina da presa" e cerco angoli, luci, primi piani, grandangoli, scatti lunghi, proprio come fa un regista per raccontare la storia nel modo più visivamente interessante che può. I miei primi schizzi sono tanto idee di composizione e design quanto immagini di personaggi e di azione... Non voglio essere troppo coinvolto nelle parti più intriganti poiché parte di ciò che sto facendo verrà modificato o scartato man mano che verrò coinvolto ulteriormente nello storytelling. Poi faccio un passo indietro e guardo la pagina come un'unità completa per assicurarmi che sia ben progettata: "Hmmm, tre vignette ravvicinate in una fila di personaggi che parlano. Meglio cambiare quella vignetta centrale con uno scatto lontano. Forse rendere quel pannello una vignetta aperta"... Quindi metto insieme le tavole affiancate e guardo come stanno insieme le pagine, e talvolta apporto modifiche basate su questo. 

## Accoglienza
In un'apparizione del The Tonight Show del 1985, quando Johnny Carson chiese a Michael J. Fox, "Quando sapevi davvero di essere arrivato nel mondo dello spettacolo?" Fox rispose, "Quando Mort Drucker ha disegnato la mia faccia."
Meglin chiamò Drucker "il numero uno in un campo di uno". Charles M. Schulz scrisse: "Francamente, non so come faccia, e rimango in una lunga lista di ammiratori... Penso che disegna tutto nel modo in cui tutti noi vorremmo disegnare". Nel 2012, riferendosi alla splash page di Drucker per la parodia di Il padrino di Mad, Tom Spurgeon del Comics Reporter scrisse: "Il modo in cui disegna il sopracciglio di James Caan vale l'intera carriera di alcune persone".

### Controversie
Mad tuttavia subì anche interferenze. Quando la parodia di L'Impero colpisce ancora disegnata da Drucker fu pubblicata nel 1980, la rivista ricevette una lettera di cease and desist dagli avvocati di George Lucas che chiedevano che il numero della rivista fosse ritirato dalla vendita e che Mad distruggesse le pellicole di stampa, cedesse le tavole originali e devolvesse tutti i profitti del fascicolo della rivista. A loro insaputa, lo stesso George Lucas aveva appena inviato a Mad una lettera che elogiava la parodia e dichiarava: "Gli Oscar speciali dovrebbero essere assegnati a Drucker e DeBartolo, George Bernard Shaw e Leonardo da Vinci di satira comica". L'editore Gaines inviò una copia della lettera agli avvocati di Lucas con un messaggio scritto a mano in alto: "È divertente, a George è piaciuto!" Non ci furono ulteriori comunicazioni in merito. Drucker aveva anche lavorato alla campagna pubblicitaria per il precedente film di Lucas, American Graffiti. Nella sua introduzione al libro Mad About Star Wars, Lucas ha scritto: "Ho sempre difeso Mad dai miei avvocati".

## Riconoscimenti
Le copertine del Time di Mort Drucker's sono nella collezione della National Portrait Gallery. È stato riconosciuto per il suo lavoro con il National Featuresists Society Special Features Award (negli anni 1985, 1986, 1987, 1988), il Reuben Award (1987) e la sua introduzione nella Society's Hall of Fame (2017). Nel 2010 gli è stato conferito il premio alla carriera Hall of Fame degli Eisner Awards. Drucker ha conseguito la laurea honoris causa in Belle Arti presso l'Art Institute di Boston.

## Opere
- MAD's Greatest Artists: Mort Drucker by Mort Drucker. Running Press, 2012.
- Tomatoes from Mars by Arthur Yorinks and Mort Drucker. Di Capua, 1999.
- Whitefish Will Rides Again! by Arthur Yorinks and Mort Drucker. Di Capua, 1994.
- Draw 50 Famous Caricatures by Mort Drucker and Lee J. Ames. Doubleday, 1990.
- The Ronald Reagan Coloring Book by Mort Drucker and Paul Laikin. Andrews and McMeel, 1988.
- Familiar Faces: The Art of Mort Drucker by David Duncan and Mort Drucker. Stabur Press, 1988.
- The Ollie North Coloring Book by Mort Drucker and Paul Laikin. Andrews McMeel, 1987.
- Benchley, Book 1 by Mort Drucker. Blackthorne, 1987.
- Mort Drucker's MAD Show-Stoppers by Mort Drucker. EC, 1985.
- What to Name Your Jewish Baby by Bill Adler and Mort Drucker and Arnie Kogen. Dutton, 1969.
- My Son, the Daughter by Mort Drucker. Kanrom, 1964.
- Political Wind-Ups by Alexander Roman and Mort Drucker. Kanrom, 1962.
- JFK Coloring Book by Alexander Roman and Mort Drucker. Kanrom, 1962.

### Illustrazioni per libri di altri autori
- A Book of Jean's Own, Maria Schneider writing as Jean Teasdale. St. Martin's Griffin, 2010.
- Christopher Lee's Treasury of Terror, edited by Russ Jones. Pyramid, 1966.